# Чагарникова куріпка
Чагарнико́ва курі́пка (Arborophila) — рід куроподібних птахів родини фазанових (Phasianidae). Представники цього роду мешкають в Південній, Південно-Східній і Східній Азії. Рід Arborophila є другим за кількістю видів родом куроподібних птахів після Pternistis.

## Опис
Чагарникові куріпки досягають довжини 25–30,5 см і ваги 200–470 г. Вони мають округлу форму тіла і короткі крила. Є моногамними, у негніздовий період живуть сімейними групами. У вихованні виводка беруть участь самець і самка.

## Види
Виділяють дев'ятнадцять видів:
- Куріпка чагарникова (Arborophila torqueola)
- Куріпка сичуанська (Arborophila rufipectus)
- Куріпка рудогруда (Arborophila mandellii)
- Куріпка білолоба (Arborophila gingica)
- Куріпка непальська (Arborophila rufogularis)
- Куріпка червонодзьоба (Arborophila rubrirostris)
- Куріпка сіамська (Arborophila diversa)[9]
- Куріпка камбоджійська (Arborophila cambodiana)
- Куріпка хайнанська (Arborophila ardens)
- Куріпка тайванська (Arborophila crudigularis)
- Куріпка білощока (Arborophila atrogularis)
- Куріпка буровола (Arborophila brunneopectus)
- Куріпка в'єтнамська (Arborophila davidi)
- Куріпка борнейська (Arborophila hyperythra)
- Куріпка сіровола (Arborophila campbelli)[10]
- Куріпка індонезійська (Arborophila rolli)[11]
- Куріпка нагірна (Arborophila sumatrana)[12]
- Куріпка яванська (Arborophila javanica)
- Куріпка суматранська (Arborophila orientalis)

## Етимологія
Наукова назва роду Arborophila походить від сполучення слів лат. arbor — дерево і дав.-гр. φιλος — любитель.